# Thomas Kelly (Cricketspieler, 1844)
Thomas Joseph Dart Kelly (* 3. Mai 1844 in County Waterford, Vereinigtes Königreich; † 20. Juli 1893 in Hawthorn, Australien) war ein australischer Cricketspieler, der zwischen 1877 und 1879 für die australische Nationalmannschaft spielte.

## Kindheit und Ausbildung
Kelly wurde in Irland geboren, wuchs dann jedoch in England auf. Mit 19 Jahren emigrierte er 1863 nach Australien.

## Aktive Karriere
Sein First-Class-Debüt gab er in der Saison 1863/64 als George Parr in Australien tourte. In der Folge spielte er für Victoria. Sein Test-Debüt folgte im zweiten Test gegen England, wo ihm 35 Runs gelangen. Bei der Tour Englands zwei Jahre darauf war er ebenfalls Bestandteil des australischen Testteams. Generell stach er vor allem als Feldspieler hervor. Sein letztes First-Class-Spiel für Victoria bestritt er in der Saison 1882/83.